# Ginástica nos Jogos da Commonwealth de 2006
A ginástica nos Jogos da Commonwealth de 2006, foi a sexta participação do esporte no evento multiesportivo, realizado na cidade de Melbourne, na Austrália, com as disputas da ginástica artística masculina e feminina, e o retorno da modalidade rítmica.

## Eventos
Enquanto todos os aparelhos e provas da ginástica artística foram disputados, apenas quatro dos cinco aparelhos individuais da rítmica estiveram presentes na estreia da modalidade nos Jogos da Commonwealth.
| Ginástica artística - Individual geral masculino - Equipes masculino - Solo masculino - Barra fixa - Barras paralelas - Cavalo com alças - Argolas - Salto sobre a mesa masculino - Equipes feminino - Individual geral feminino - Trave - Solo feminino - Barras assimétricas - Salto sobre a mesa feminino | Ginástica rítmica - Equipes - Individual geral - Bola - Corda - Maças - Fita |

## Medalhistas
Ginástica artística
| Evento                       | Ouro                                                                               | Prata                                                                                          | Bronze                                                                               |
| Masculino                    |                                                                                    |                                                                                                |                                                                                      |
| Equipes detalhes             | CAN Canadá Nathan Gafuik Grant Golding David Kikuchi Kyle Shewfelt Adam Wong       | AUS Austrália Damian Istria Joshua Jefferis Samuel Offord Philippe Rizzo Prashanth Sellathurai | ENG Inglaterra Ryan Bradley Ross Brewer Luke Folwell Louis Smith Kristian Thomas     |
| Individual geral detalhes    | AUS Joshua Jefferis                                                                | CAN Nathan Gafuik                                                                              | AUS Philippe Rizzo                                                                   |
| Solo detalhes                | CAN Adam Wong                                                                      | MAS Shu Wai Ng                                                                                 | CAN Kyle Shewfelt                                                                    |
| Cavalo com alças detalhes    | ENG Louis Smith                                                                    | AUS Prashanth Sellathurai                                                                      | CAN Grant Golding                                                                    |
| Argolas detalhes             | AUS Joshua Jefferis                                                                | AUS Damian Istria                                                                              | CYP Irodotos Georgallas                                                              |
| Salto sobre a mesa detalhes  | CAN Kyle Shewfelt                                                                  | CAN Nathan Gafuik                                                                              | AUS Samuel Offord                                                                    |
| Barras paralelas detalhes    | CAN Grant Golding                                                                  | AUS Philippe Rizzo                                                                             | AUS Joshua Jefferis                                                                  |
| Barra fixa detalhes          | AUS Damian Istria                                                                  | WAL David Eaton                                                                                | SCO Adam Cox                                                                         |
| Feminino                     |                                                                                    |                                                                                                |                                                                                      |
| Equipes detalhes             | AUS Austrália Ashleigh Brennan Hollie Dykes Naomi Russell Monette Russo Chloe Sims | ENG Inglaterra Imogen Cairns Shavahn Church Hannah Clowes Becky Downie                         | CAN Canadá Alyssa Brown Brittnee Habbib Elyse Hopfner-Hibbs Jenna Kerbis Gael Mackie |
| Individual geral detalhes    | AUS Chloe Sims                                                                     | CAN Elyse Hopfner-Hibbs                                                                        | AUS Hollie Dykes                                                                     |
| Salto sobre a mesa detalhes  | ENG Imogen Cairns                                                                  | CAN Alyssa Brown                                                                               | AUS Naomi Russel                                                                     |
| Barras assimétricas detalhes | CAN Elyse Hopfner-Hibbs                                                            | ENG Shavahn Church                                                                             | AUS Monette Russo                                                                    |
| Trave detalhes               | CAN Elyse Hopfner-Hibbs                                                            | AUS Holie Dykes                                                                                | ENG Becky Downie                                                                     |
| Solo detalhes                | AUS Holie Dykes                                                                    | AUS Ashleigh Brennan                                                                           | RSA Francki van Rooyen                                                               |

Ginástica rítmica
| Evento                    | Ouro                                                     | Prata                                                             | Bronze                                                      |
| Feminino                  |                                                          |                                                                   |                                                             |
| Equipes detalhes          | CAN Canadá Carly Orava Alexandra Orlando Yana Tsikaridze | MAS Malásia Seow Ting Foong Wen Chean Lim Durratun Nashihin Rosli | AUS Austrália Naazmi Johnston Amanda Lee See Kimberly Mason |
| Individual geral detalhes | CAN Alexandra Orlando                                    | MAS Durratun Nashihin Rosli                                       | CAN Yana Tsikaridze                                         |
| Bola detalhes             | CAN Alexandra Orlando                                    | AUS Kimberly Mason                                                | MAS Wen Chean Lim                                           |
| Corda detalhes            | CAN Alexandra Orlando                                    | MAS Durratun Nashihin Rosli                                       | CAN Yana Tsikaridze                                         |
| Maças detalhes            | CAN Alexandra Orlando                                    | MAS Durratun Nashihin Rosli                                       | AUS Kimberly Mason                                          |
| Fita detalhes             | CAN Alexandra Orlando                                    | CAN Yana Tsikaridze                                               | MAS Wen Chean Lim                                           |

## Quadro de medalhas
Oito delegações conquistaram medalhas:
| Ordem | País          | Medalha de ouro | Medalha de prata | Medalha de bronze | Total |
| ----- | ------------- | --------------- | ---------------- | ----------------- | ----- |
| 1     | Canadá        | 12              | 5                | 5                 | 22    |
| 2     | Austrália     | 6               | 7                | 8                 | 21    |
| 3     | Inglaterra    | 2               | 2                | 2                 | 6     |
| 4     | Malásia       |                 | 5                | 2                 | 7     |
| 5     | País de Gales |                 | 1                |                   | 1     |
| 6     | África do Sul |                 |                  | 1                 | 1     |
| 6     | Chipre        |                 |                  | 1                 | 1     |
| 6     | Escócia       |                 |                  | 1                 | 1     |
| TOTAL | TOTAL         | 20              | 20               | 20                | 60    |